# 김진철 (1972년)
김진철(1972년 12월 15일 ~ )은 KBO 리그 전 야구선수의 투수이다.

## 출신학교
- 배명고등학교
- 성균관대학교 91학번